# Beck Zoltán
Beck Zoltán (Devecser, 1971. szeptember 1. –) Az Év Szövegírója díjjal kitüntetett magyar énekes-gitáros, a 30Y rockegyüttes alapítója és dalszerzője, író, végzettsége szerint tanító. A zenélés mellett a Pécsi Tudományegyetem Bölcsészettudományi Karán, a Romológia Tanszéken dolgozik egyetemi docensként, megvalósította a Zenélő Egyetem című projektet.

## Életútja
A szombathelyi Berzsenyi Dániel Tanítóképző Főiskolán szerzett magyar nyelv és irodalom (1994) és tanító (1995) szakos diplomát, majd a Pécsi Tudományegyetem Bölcsészettudományi Karán végzett magyar nyelv és irodalom szakon (1998). Doktori fokozatát (Phd) 2010-ben irodalom- és kultúratudományokból szerezte, 2024-ben habilitál a PTE-n. Jelenleg a Pécsi Tudományegyetem BTK NTI Romológia és Nevelésszociológia Tanszékének egyetemi docense, valamint az általa alapított PTE ZEN (Zenélő Egyetem) szakmai igazgatója. Rendszeres vendégelőadója az Universität Wien-nek. Rendszeresen publikál hazai és külföldi folyóiratokban, felületeken, konferenciák előadója. Szerkesztőbizottsági tagja a Romológia folyóiratnak, első könyve a Lehetséges cigány irodalom címmel jelent meg 2004-ben.
A kortárs irodalom ajánlásával, népszerűsítésével foglalkozik a Libri által működtetett Beck Zoli könyvespolca, ahová ajánlókat, kisesszéket ír, tagja továbbá az egyik legmagasabb kortárs irodalmi díj, a Libri-Díj zsűrijének.
Öccsével, Beck Lászlóval (becenevén Zaza) alapította 2000-ben a 30Y nevű zenekart Pécsett.
A 30Y az elmúlt majd 20 évben 10 sorlemezt adott ki (Egy perccel tovább, 2004; Csészényi tér, 2006; Semmi szédítő magasság, 2007; No. 4., 2008; Városember, 2010; Szentimentálé, 2012; 30Y_2014, 2014; Best of 30Y, 2015; Dicsőség, 2016; Ki az akit még megölelnél, 2019), rendszeresen turnézik, 2012-ben megkapta az MTV-EMA Hungary díjat, 2015-ös Best of albumuk platinalemez.
Szintén öccsével alapította a Bezzeg a kurva Beckek nevű formációt, amelynek első stúdióalbuma 2013-ban jelent meg.
Háy János íróval 2010-ben hozták létre pódiumműsorukat, Háy come Beck címmel. A műsort a szerzők az alapítás óta rendszeresen játsszák.
Dalszerzői munkásságát Artisjus-díjjal ismerték el 2012-ben, 2011-ben és 2017-ben dalszerző-szövegíróként volt meghívottja a nemzetközi költészeti fesztiválnak, a Poesiefestival Berlin hivatalos programjának („Der Ungar Zoltán Beck schreibt auf den ersten Blick eher private Texte, die genau deshalb eine politische Haltung spürbar machen.”(2017, Haus für Poesie)).
Szerzői, dalszerzői munkájának önálló estjét Gyereknek bátor címmel játssza rendszeresen.
Sárközy Zoltánnal (30Y) közösen írja A kis herceg című táncmese zenéjét a Pécsi Balett számára, az előadást 2016-ban, a XII. Magyar Táncfesztiválon (Győr) „Arany Bab”-díjjal jutalmazták.
Dalszerzőként, szövegíróként és/vagy előadóként számos előadóval ill. projektben dolgozik, tk. Magashegyi Underground, DJ Titusz, Óriás (zenekar), Sorbonne Sexual, etc., alapító tagja a Rájátszás (zenekar) nevű projektnek, amely kortárs dalszerzők-előadók és kortárs írók közös alkotó műhelye és színpadi előadása.
Zenekarával stúdiót és kiadót (ZAJZAJZAJ) alapított, amely kreatív alkotói közösségeket, előadókat és zenekarokat segít a klasszikus és populáris zenei színtereken való megjelenésben.
Írt színdarabot (Hamupipőke, bábelőadás – Ördögszekér; kékpingvin, monodráma; 30Y_MONO – Bárka Színház), novellái jelennek meg a Jelenkor-ban, ad hoc személyes publikációs felületként működteti a szentimentale-hu oldalt, ahol novellák, személyes feljegyzések, tollrajzok egyaránt megtalálhatók.
A kis herceg valamint a Kis herceg és a planéták című táncmesék társ-zeneszerzője Sárközy Zoltán Papa mellett. Az előadásokat a Pécsi Nemzeti Színház adja elő. Messziről szép címmel közös előadásokat tart Grecsó Krisztiánnal.
2012. március 21-én Bereményi Géza és Havasréti József mellett a „Mi más is lehetnék” beszélgetés közreműködője.
Feleségével és Kacat nevű kutyájukkal Pécsett élnek, lányuk 2017-ben érettségizett.

## Munkássága
Zeneszerzőként
- A kis herceg és a planéták (2015. december 18. Pécsi Nemzeti Színház)[14]
- A kis herceg (2016. január 29. Pécsi Nemzeti Színház)[15]

Előadó, szereplő
Tüke fenomén (2011) (dokumentumfilm)
- Napozz Holddal – A Kispálfilm (2012) (koncertfilm)[16]
- Pécsi Szál (2019) (zenés dokumentumfilm)[17][18]
- versmob 0411 (2011) (dokumentumfilm)[19]
- ÁFOR, telep, kovbojok (Trafik Lokál)[20]
- Egy Bárkában Weöres Sándorral (Bárka Színház)[21]

Íróként
- Hamupipőke (színpadi előadás)[22]
- Rájátszás – Költészet popritmusban (társszerzőként)[23]
- A lehetséges cigány irodalom; PTE BTK Romológia Tanszék, Pécs, 2003 (Gypsy studies)
- A megszólalás üres helye. Romológiáról és más dolgokról; Napvilág, Bp., 2020
- Jónás Tamás–Beck Zoltán: Talajgyakorlatok. Barátság-almanach; fotó Szendiszűcs István; Savaria University Press, Szombathely, 2021

## Elismerések, díjak
2012-ben megkapta az Artisjus Az Év Szövegírója díjat. Bródy János szerint „stílusteremtő előadóművészi tevékenységével jelentősen hozzájárult az igényes pop–rock kultúra magyarországi térnyeréséhez.”